# 拉里·德米克
劳伦斯·柯蒂斯·德米克（英語：Lawrence Curtis Demic，1957年6月27日—），美国NBA联盟前职业篮球运动员。他在1979年的NBA选秀中第1轮第9顺位被纽约尼克斯选中。